# Markus Sammer
Markus Sammer (20 maggio 1988) è un bobbista austriaco.

## Biografia
Compete dal 2011 come pilota e frenatore per la squadra nazionale austriaca, debuttando in Coppa Europa nella stagione 2011/12 come frenatore di Samuel Passegger; dal 2013/14 gareggiò anche come pilota nel bob a due (senza tuttavia riuscire a ottenere risultati di rilievo rispetto ai suoi connazionali) e come frenatore in entrambe le specialità facendo parte degli equipaggi guidati da Benjamin Maier e Markus Treichl. Si distinse nelle categorie giovanili vincendo da frenatore una medaglia di bronzo ai mondiali juniores, ottenuta nel bob a due a Winterberg 2014 con Benjamin Maier alla guida.
Esordì in Coppa del Mondo nella stagione 2012/13, il 10 novembre 2012 a Lake Placid dove terminò la gara al 15º posto nel bob a quattro con Jürgen Loacker a guidare la slitta e ottenne il suo primo podio il 7 febbraio 2016 a Sankt Moritz (2º nel bob a quattro) stavolta pilotato da Benjamin Maier.
Ha partecipato a due edizioni dei Giochi olimpici invernali: a Soči 2014 si classificò al ventesimo posto nel bob a due ed al diciannovesimo nella gara a quattro mentre a Pyeongchang 2018 fu ottavo nel bob a due e nono nel bob a quattro, in tutte le occasioni con Benjamin Maier alla guida delle slitte.

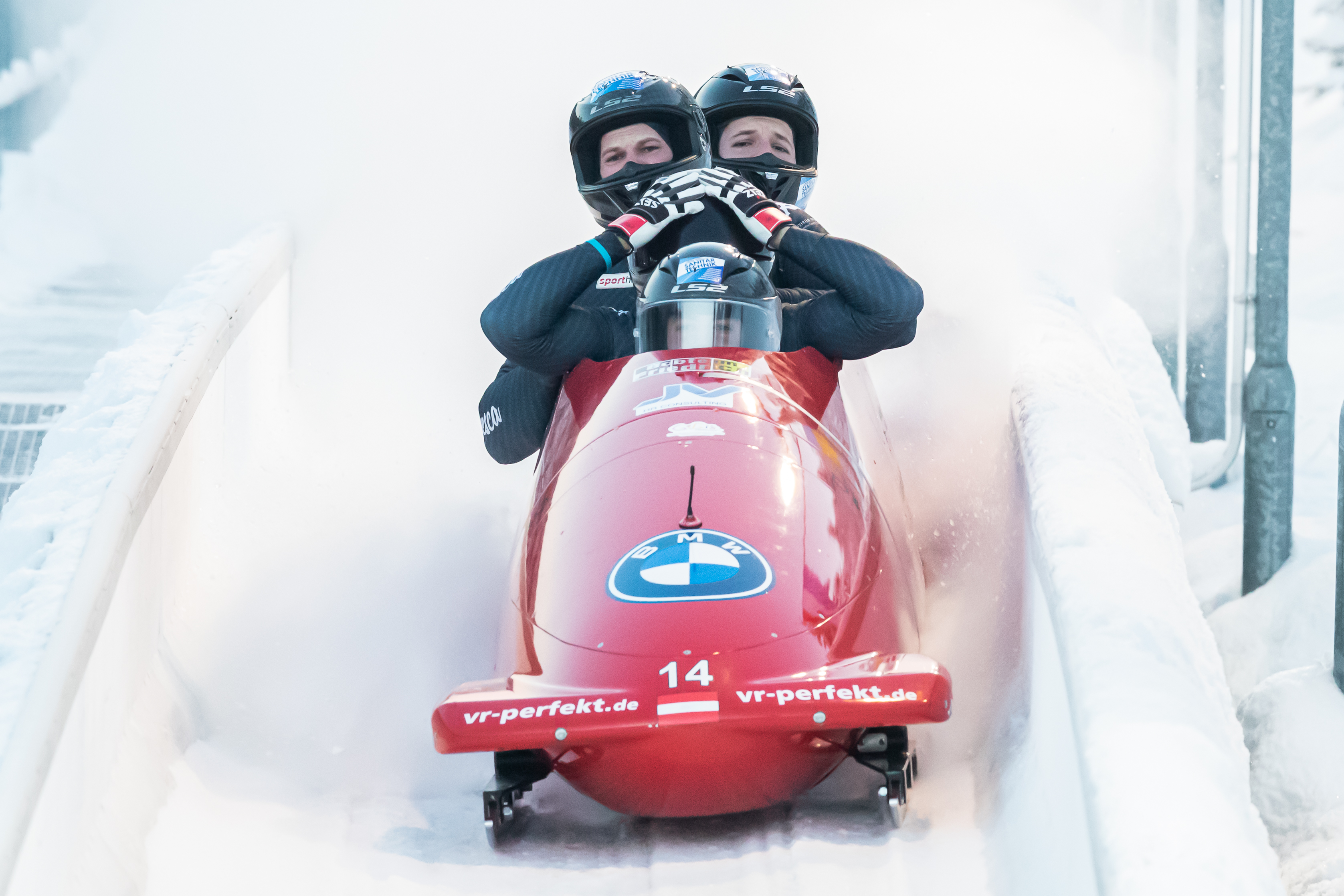
Sammer (il terzo dell'equipaggio) al termine della quarta manche del bob a quattro ai campionati mondiali di Altenberg 2021, dove vinsero la medaglia d'argento

Prese inoltre parte a sette edizioni dei campionati mondiali, conquistando in totale una medaglia. Nel dettaglio i suoi risultati nelle prove iridate sono stati, nel bob a due: ventiduesimo a Winterberg 2015, nono a Igls 2016, undicesimo a Schönau am Königssee 2017, dodicesimo a Whistler 2019, sesto ad Altenberg 2020 e non partito nella terza manche ad Altenberg 2021; nel bob a quattro: ventiduesimo a Sankt Moritz 2013, diciottesimo a Winterberg 2015, quinto a Igls 2016, settimo a Schönau am Königssee 2017, sesto a Whistler 2019, quinto ad Altenberg 2020 e medaglia d'argento ad Altenberg 2021 con Benjamin Maier, Dănuț Ion Moldovan e Kristian Huber; nella gara a squadre: settimo a Schönau am Königssee 2017. 
Agli europei vanta invece tre medaglie: una d'argento vinta a Winterberg 2021 nel bob a quattro e due di bronzo.
Ha inoltre vinto un titolo nazionale nel bob a quattro.

## Palmarès

### Mondiali
- 1 medaglia:
  - 1 argento (bob a quattro ad Altenberg 2021).

### Europei
- 3 medaglie:
  - 1 argento (bob a quattro a Winterberg 2021);
  - 2 bronzi (bob a quattro a Winterberg 2017; bob a due a Winterberg 2021).

### Mondiali juniores
- 1 medaglia:
  - 1 bronzo (bob a due a Winterberg 2014).

### Coppa del Mondo
- 14 podi (4 nel bob a due, 10 nel bob a quattro):
  - 6 secondi posti (tutti nel bob a quattro);
  - 8 terzi posti (4 nel bob a due, 4 nel bob a quattro).

### Campionati austriaci
- 5 medaglie:
  - 1 oro (bob a quattro ad Igls 2013);
  - 3 argenti (bob a quattro ad Igls 2012; bob a quattro ad Igls 2014; bob a due ad Igls 2016[1]);
  - 1 bronzo (bob a due ad Igls 2012).

### Coppa Europa
- Miglior piazzamento in classifica generale nel bob a due: 31º nel 2014/15 e nel 2015/16;
- 6 podi (1 nel bob a due, 5 nel bob a quattro):
  - 1 vittoria (nel bob a quattro);
  - 4 secondi posti (1 nel bob a due, 3 nel bob a quattro);
  - 1 terzo posto (nel bob a quattro).